# Arisaema jingdongense
Arisaema jingdongense là một loài thực vật có hoa trong họ Ráy (Araceae). Loài này được H.Peng & H.Li mô tả khoa học đầu tiên năm 1995.